# Лесное (Бийский район)
Лесное — село в Бийском районе Алтайского края России. Административный центр Лесного сельсовета. Население 2008 человек на 2013 год. Является одним из пунктов остановки тура по «Малому золотому кольцу Алтая».

## География
Село Лесное находится на правом берегу реки Катунь, в 6 км к югу от административного центра района — Бийска, высота над уровнем моря 177 м.

## Население
| 1997  | 1998  | 1999  | 2000  | 2001  | 2002  |
| ----- | ----- | ----- | ----- | ----- | ----- |
| 2177  | ↗2272 | ↗2310 | ↘2303 | ↘2227 | ↗2242 |
| 2003  | 2004  | 2005  | 2006  | 2007  | 2008  |
| ↘2131 | ↗2174 | ↘2101 | ↗2129 | ↗2134 | ↘2072 |
| 2009  | 2010  | 2011  | 2012  | 2013  |       |
| ↘2018 | ↘1995 | ↘1990 | ↘1989 | ↗2008 |       |

## Инфраструктура
По данным Инспекции федеральной налоговой службы в селе зарегистрировано 20 улиц.

### Учреждения и организации
- Алтайская краевая молодёжная общественная организация «Футбольный клуб „Юниор“»[6].
- Государственное предприятие «Племенной Зверосовхоз „Лесной“» (предприятие ликвидировано в 2005 году вследствие банкротства)[7].
- Туркомплекс «Уикэнд-парк» площадью 19 гектаров, включающий в себя базу отдыха «Берёзовая роща», спортивно-развлекательный пляж у озера (зимой — каток) и снежную трассу[8].
- Церковь Святителя Макария, Митрополита Алтайского[9].